# كريستيان ألفونسو
كريستيان ألفونسو (بالإنجليزية: Kristian Alfonso)‏ هي عارضة وممثلة أمريكية، ولدت في 5 سبتمبر 1963 في بروكتون في الولايات المتحدة.

## وصلات خارجية
- الموقع الرسمي
- كريستيان ألفونسو على موقع IMDb (الإنجليزية)
- كريستيان ألفونسو على موقع ألو سيني (الفرنسية)
- كريستيان ألفونسو على موقع أول موفي (الإنجليزية)
- كريستيان ألفونسو على موقع قاعدة بيانات الأفلام السويدية (السويدية)
- كريستيان ألفونسو على موقع إن إن دي بي (الإنجليزية)
- كريستيان ألفونسو على موقع قاعدة بيانات الفيلم (الإنجليزية)
- كريستيان ألفونسو على موقع كينوبويسك (الروسية)